# Paradoris
Paradoris es un género de moluscos nudibranquios de la familia Discodorididae.

## Especies
El Registro Mundial de Especies Marinas reconoce las siguientes especies en el género Paradoris:
- Paradoris adamsae Padula & Valdes, 2012
- Paradoris araneosa Valdes, 2001
- Paradoris caerulea Camacho-García & Gosliner, 2007
- Paradoris ceneris Ortea, 1995
- Paradoris dubia Bergh, 1904
- Paradoris erythraeensis Vayssiere, 1912
- Paradoris imperfecta Valdes, 2001
- Paradoris indecora Bergh, 1881
- Paradoris inversa Ortea, 1995
- Paradoris liturata Bergh, 1905
- Paradoris lopezi Hermosillo & Valdes, 2004
- Paradoris mollis Ortea, 1995
- Paradoris mulciber  (Ev. Marcus, 1971)

- Paradoris lora  (Marcus, 1965)  (nomen dubium)

Especies cuyo nombre ha dejado de ser aceptado por sinonimia:
- Paradoris caeruleus Camacho-García & Gosliner, 2007: aceptado como Paradoris caerulea Camacho-García & Gosliner, 2007
- Paradoris cavernae Starmülhner, 1955 aceptado como Paradoris indecora (Bergh, 1881)
- Paradoris granulata Bergh, 1884 aceptado como Paradoris indecora (Bergh, 1881)
- Paradoris leuca Miller 1995 : aceptado como Paradoris dubia  (Bergh, 1904)